# Cibirhiza
Cibirhiza là chi thực vật có hoa trong họ Apocynaceae.

## Các loài
- Cibirhiza albersiana Kunz, Meve & Liede, 1994 - Tanzania, Zambia.
- Cibirhiza dhofarensis P.Bruyns, 1988 - Oman.
- Cibirhiza spiculata Thulin & Goyder, 2008 - Đông Ethiopia[3]